# FC Vysočina Igława
FC Vysočina Igława – czeski klub piłkarski mający swoją siedzibę w Igławie, w Czechach. Aktualnie uczestniczy w rozgrywkach czeskiej drugiej ligi.
Akcjonariuszami klubu są:
- 50% - miasto Igława
- 40% - PSJ holding a.s.
- 10% - Pivovar Ježek

## Historyczne nazwy
- 1948 - PAL Jihlava
- 1949 - ZSJ PAL Jihlava
- 1951 - TSO Spartak Motorpal Jihlava
- 1953 - DSO Spartak Jihlava
- 1961 - TJ Spartak Jihlava (Tělovýchovná jednota Spartak Jihlava)
- 1993 - FK Spartak Jihlava
- 1994 - FC PSJ Spartak Jihlava (FC Pozemní stavby Jihlava Spartak Jihlava)
- 1996 - SK Spartak PSJ Motorpal Jihlava (Společný klub Spartak Pozemní stavby Jihlava Motorpal Jihlava) - po fuzji z lokalnym rywalem SK Jihlava
- 1997 - FC PSJ Jihlava (FC Pozemní stavby Jihlava Spartak Jihlava)
- 2000 - FC Vysočina Jihlava

## Skład na sezon 2017/2018
| Nr | Poz. | Piłkarz                                             |
| -- | ---- | --------------------------------------------------- |
| 3  | OB   | Petr Buchta (wypożyczony z Bohemians 1905)          |
| 4  | OB   | Miroslav Keresteš (wypożyczony z FK Mladá Boleslav) |
| 7  | PO   | Władisław Lewin                                     |
| 9  | PO   | Marin Popović                                       |
| 10 | OB   | Libor Holík (wypożyczony z Fastav Zlín)             |
| 11 | PO   | Lukáš Vaculík (kapitan)                             |
| 12 | PO   | David Štěpánek                                      |
| 15 | NA   | Daniel Turyna (wypożyczony ze Sparty Praga)         |
| 16 | PO   | Nikolas Danicek                                     |
| 17 | OB   | Petr Tlustý                                         |
| 19 | PO   | Lukáš Zoubele                                       |
| 20 | NA   | Jiří Klíma                                          |

| Nr | Poz. | Piłkarz                                               |
| -- | ---- | ----------------------------------------------------- |
| 21 | OB   | Till Schumacher                                       |
| 22 | PO   | Jakub Fulnek                                          |
| 23 | PO   | Kamso Mara (wypożyczony z FC Sellier & Bellot Vlašim) |
| 24 | NA   | Dāvis Ikaunieks                                       |
| 25 | PO   | Marek Opluštil                                        |
| 26 | OB   | Martin Nový (wypożyczony ze Sparty Praga)             |
| 27 | PO   | Petr Nerad                                            |
| 28 | NA   | Pavel Dvořák                                          |
| 29 | BR   | Marek Kolář                                           |
| 30 | PO   | Jozef Urblík                                          |
| 34 | BR   | Matej Rakovan                                         |
| 39 | BR   | Roman Valeš (wypożyczony z FK Jablonec)               |